# Джоан Бофорт
Джоан Бофорт, графиня Вестморландська (англ. Joan Beaufort, Countess of Westmorland; 1377—1440) — англійська дворянка, наймолодша з чотирьох узаконених дітей і єдина дочка Джона Гонта, 1-го герцога Ланкастерського (третій син короля Едуарда III, який вижив), від його коханки, пізніше дружини, Кетрін Свінфорд . Вона вийшла заміж за Ральфа де Невілла, 1-го графа Вестморленду, а у вдівстві стала великою землевласницею на півночі Англії.

## Раннє життя
Рік і місце народження Джани невідомі. Можливо, вона народилася в Кеттлторпі в графстві Лінкольншир, резиденції родини Свінфорд, або в Плеші в Ессексі, на батьківщині Джоан ФіцАлан . Зазвичай датою народження Джоан вважається 1379 рік, оскільки того року Джон Гонт наказав якнайшвидше відправити вино до Кеттлторпа, і він датував пару документів із Кеттлторпа тим часом; таким чином, батько Джоан міг бути присутнім при її народженні або прибув незабаром після цього. Однак Елісон Вейр вважає, що 1377 рік може бути більш точним. Можливо, Джоанна була названа на честь Джоани Кентської, на момент свого народження вдовуючої принцеси Уельської. У вересні 1396 року вона разом зі своїми братами та сестрами, дітьми Джона Гонта та Кетрін Свінфорд, були узаконені папською буллою.

## Шлюби

### Перший шлюб
У 1386 році її батько влаштував її заручення з Робертом Ферерсом Вемським. Шлюб відбувся в 1391 або 1392 році в Бофор-ан-Валле в Анжу, і пара залишилася в сім'ї її батька. Феррерс помер у 1395 році, лише через три роки після одруження, маючи двох дочок від Джоан:
- Елізабет Феррерс, 6-та баронеса Ботелер Вемська (1393—1474).[9] Вона вийшла заміж за Джона де Грейстока, 4-го барона Грейстока (1389—1436) 28 жовтня 1407 року в замку Грейсток (Камберленд), і мала дітей.
- Мері або Марджері (1394 — 25 січня 1457/1458). Вона вийшла заміж за свого зведеного брата, сера Ральфа Невілла, сина Ральфа Невілла, 1-го графа Вестморленда, до 1411 року в Оверслі (Ворікшир), і мала дітей.

### Другий шлюб

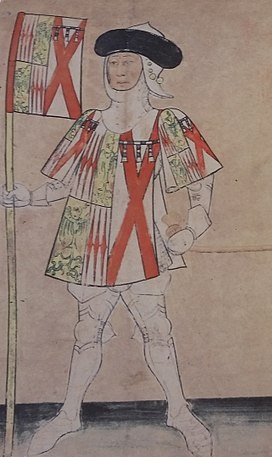
Річард Невілл, 5-й граф Солсбері, який демонструє герб Невіллів.

У листопаді 1396 року Джоан вдруге вийшла заміж за Ральфа Невілла, 1-го графа Вестморленда (пом. 1425), який мав дванадцять дітей від першої дружини та став батьком ще чотирнадцяти від Джоан. Під час одруження її батько призначив подружжю довічну ренту в розмірі 206 фунтів стерлінгів. Основною резиденцією подружжя була стародавня резиденція Невілл у замку Рейбі в графстві Дарем. У Джоан Бофорт і Ральфа Невілла було 14 дітей:
- Леді Кетрін Невілл (бл. 1397 — бл. 1483),[6] вперше вийшла заміж 12 січня 1411 року за Джона Мовбрея, 2-го герцога Норфолкського ; вдруге вийшла заміж за сера Томаса Стренґвея; втретє за Джона Бомонта, 1-го віконта Бомонта; , вчетверте з сером Джоном Вудвіллом (пом. 12 серпня 1469 р.).
- Леді Елеонор Невілл (бл. 1398—1472), спершу одружилася з Річардом ле Деспенсером, 4-м бароном Бергершем, вдруге — з Генрі Персі, 2-м графом Нортумберлендом.[6]
- Річард Невілл, 5-й граф Солсбері (1400—1460), одружився з Еліс Монтакуте, суо юре 5-ю графинею Солсбері.[6]
- Генрі Невілл (бл. 1402), помер у дитинстві[6]
- Роберт Невілл (1404—1457), єпископ Дарема[6]
- Вільям Невілл, 1-й граф Кент (бл. 1405—1463), одружився з Джоан Фоконберг[6]
- Джон Невілл (бл. 1406), помер у дитинстві[6]
- Джордж Невілл, 1-й барон Латімер (бл. 1407—1469)[6]
- Леді Енн Невілл (бл. 1408—1480) вийшла заміж за Гемфрі Стаффорда, 1-го герцога Бекінгемського.[6]
- Томас Невілл (бл. 1410), помер дитиною[6]
- Катберт Невілл (бл. 1411), помер у дитинстві[6]
- Джоан Невілл (бл. 1412—1453), стала черницею[6]
- Едвард Невілл, 3-й барон Бергавенні (бл. 1414—1476), одружився з Елізабет Бошан[6]
- Леді Сесілія Невілл (1415—1495) («Горда Сіс») вийшла заміж за Річарда, 3-го герцога Йоркського, і стала матір'ю королів Едуарда IV і Річарда III.[6]

## Життя
У 1399 році король Річард II зробив Джоан Леді Ордена Підв'язки. Хоча цей король призначив Ральфа першим графом Вестморленду, Ральф став на бік зведеного брата Джоанни Генрі Болінгброка, який скинув Річарда в 1399 році і зайняв трон як король Генріх IV. За правління Генріха IV Джоан і Ральф отримали численні посади, землі, опіки та пенсії. У королівських грантах Джоан була названа «сестрою короля».
Ральф і Джоан використовували свої стосунки з Генріхом IV, щоб шукати найкращі шлюби для своїх дітей, часто купуючи опіку та шлюби з дітьми, які залишилися сиротами внаслідок аристократичних повстань. Наприклад, у 1423 році Ральф придбав опіку Річарда, 3-го герцога Йоркського, який жив із родиною в замку Рейбі і, відповідно, пізніше був одружений із Сесілією Невілл, однією з дочок Річарда та Джоан. На момент смерті Джоан була матір'ю графа, трьох баронів, графині, трьох герцогинь і єпископа.

## Пізніше життя і смерть
Після смерті Ральфа в 1425 році титул графа Вестморленду перейшов до старшого онука Ральфа від його першого шлюбу, але багато земель Невілла були передані старшому синові Джоан Річарду Невіллу, 5-му графу Солсбері . Це викликало ворожнечу між Невіллами і між двома лініями, що походять від Ральфа, яка продовжилася у Війні Троянд.
Під час свого вдівства Джоан стала покровителькою літератури. Приблизно в 1430 році Джоан та її сім'я були зображені Полем де Лімбургом у «Книзі годин Невіла» . У 1428 році Джоан здійснила релігійне паломництво та приєдналася до сестринства абатства Св. Альбана. У якийсь момент свого вдівства Жанна дала обітницю цнотливості.

## Смерть і поховання
Джоан померла 13 листопада 1440 року в Йоркширі і була похована поряд із матір'ю у Лінкольнському соборі.

## Нащадки
Джоан Бофорт була матір'ю Сесілії, герцогині Йоркської, і, таким чином, була бабусею королів Едуарда IV і Річарда III. Останній зазнав поразки в 1485 році в битві при Босворті від Генріха VII, який замінив його на посаді короля. Потім Генріх одружився з Єлизаветою Йоркською, дочкою Едуарда IV, і їхній другий син пізніше став королем Генріхом VIII. Шоста дружина Генріха VIII, Кетрін Парр, також була нащадком Джоан через її старшого сина Річарда Невіла, 5-го графа Солсбері, отже, троюрідного брата Генріха. 5-й граф Солсбері був батьком Річарда Невілла, 16-го графа Воріка, батька королеви-консорта Анни Невіл та Ізабелли Невіл, герцогині Кларенс.